# Внешняя политика Латвии
Внешняя политика Латвии строится на основе членства Латвийской Республики в таких общемировых международных организаций, как ВТО (с 1999 года), ОЭСР (с 2016 года) и ООН (с 1991 г.).

## История
Латвийская государственность сформировалась в ходе конфликтов после Первой мировой войны, при нескольких конкурирующих правительствах. К началу 1920 года успеха достигла Латвийская Республика, которая была признана Россией по Рижскому договору 1920 года. В 1921 году Латвия присоединилась к Лиге Наций. Вместе с Литвой и Эстонией Латвия участвовала в региональном блоке Балтийская Антанта.
После присоединения Латвии к СССР в 1940 году внешними сношениями страны в основном управлял СССР; впрочем, существовал и МИД Латвийской ССР. Часть стран мира, однако, продолжала признавать представителями Латвии дипломатические представительства Латвийской Республики. В 1990 году Верховный Совет ЛССР заявил о восстановлении независимости Латвийской Республики. Первой в этот период её признала Исландия (в 1991 г.).

## Участие в региональных организациях
Латвия — государство-участник ОБСЕ (с 1991 г.), СГБМ (с 1992 г.), Совета Европы (с 1995 г.), НАТО и ЕС (с 2004 г.). Наряду с Литвой и Эстонией, она формирует Балтийскую ассамблею.
В конце ноября 2006 года в Риге прошла 19-я встреча глав государств и глав правительств стран-участниц Североатлантического альянса, что существенно повысило дипломатический статус страны.

## Границы
См. Категория: Границы Латвии
Не урегулирован вопрос о морской границе с Литвой: договор о ней подписан в 1999 году, но не ратифицирован.

## Дипломатические представительства и консульские учреждения в Латвии[6]
Посольства в Риге
| - Австрия - Азербайджан - Беларусь - Великобритания - Венгрия - Германия - Греция - Грузия - Дания | - Израиль - Ирландия - Испания - Италия - Казахстан - Канада - Китай - Литва - Молдова | - Нидерланды - Норвегия - ОАЭ - Польша - Республика Корея - Россия - Словакия - США - Турция | - Узбекистан - Украина - Финляндия - Франция - Чехия - Швейцария - Швеция - Эстония - Япония |

Дипломатическая миссия
- Китайская Республика (Тайбэйское представительство в Латвийской Республике[кит.])

Генеральные Консульства
| Даугавпилс - Беларусь - Россия | Лиепая - Россия |

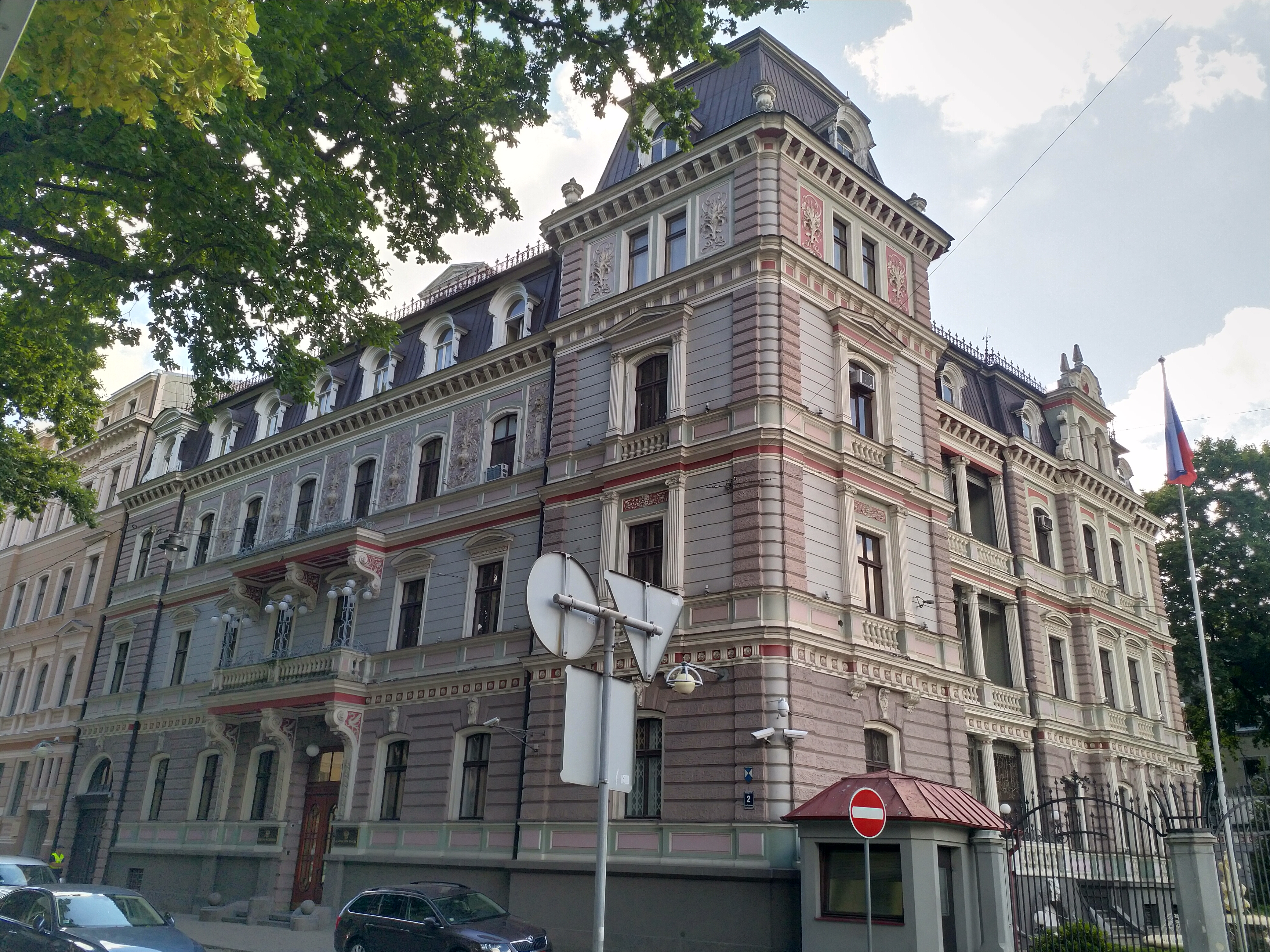
Посольство России
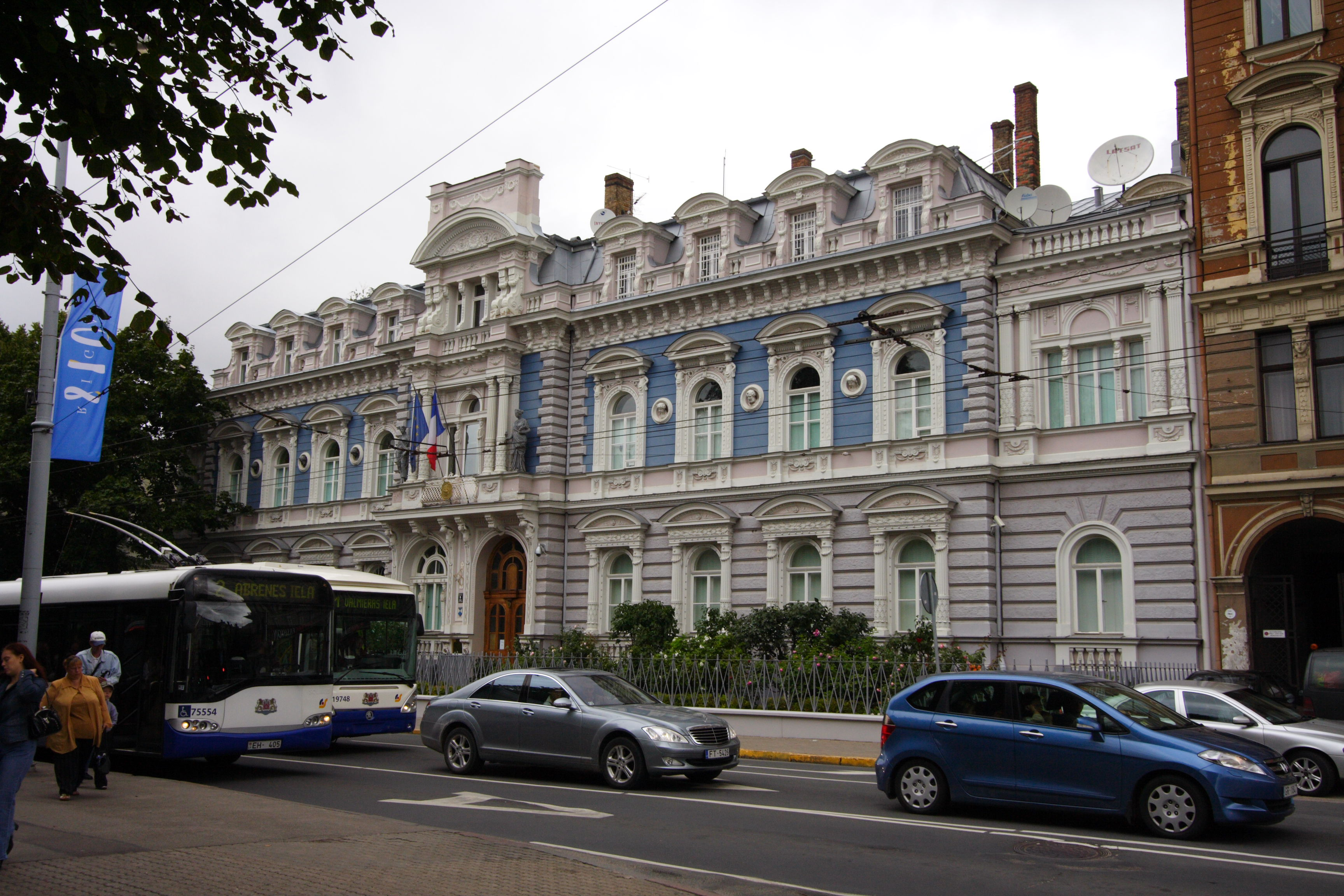
Посольство Франции
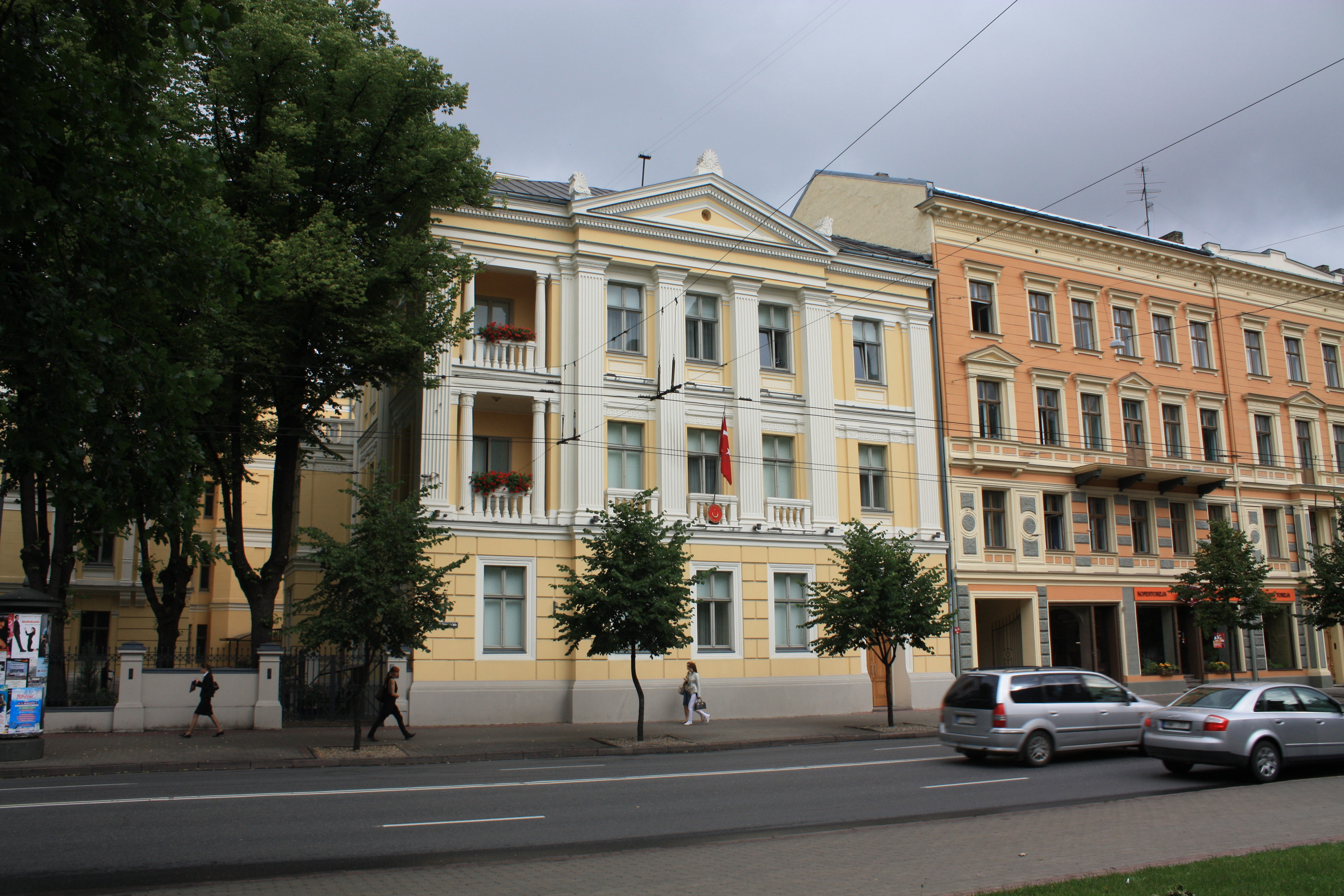
Посольство Турции
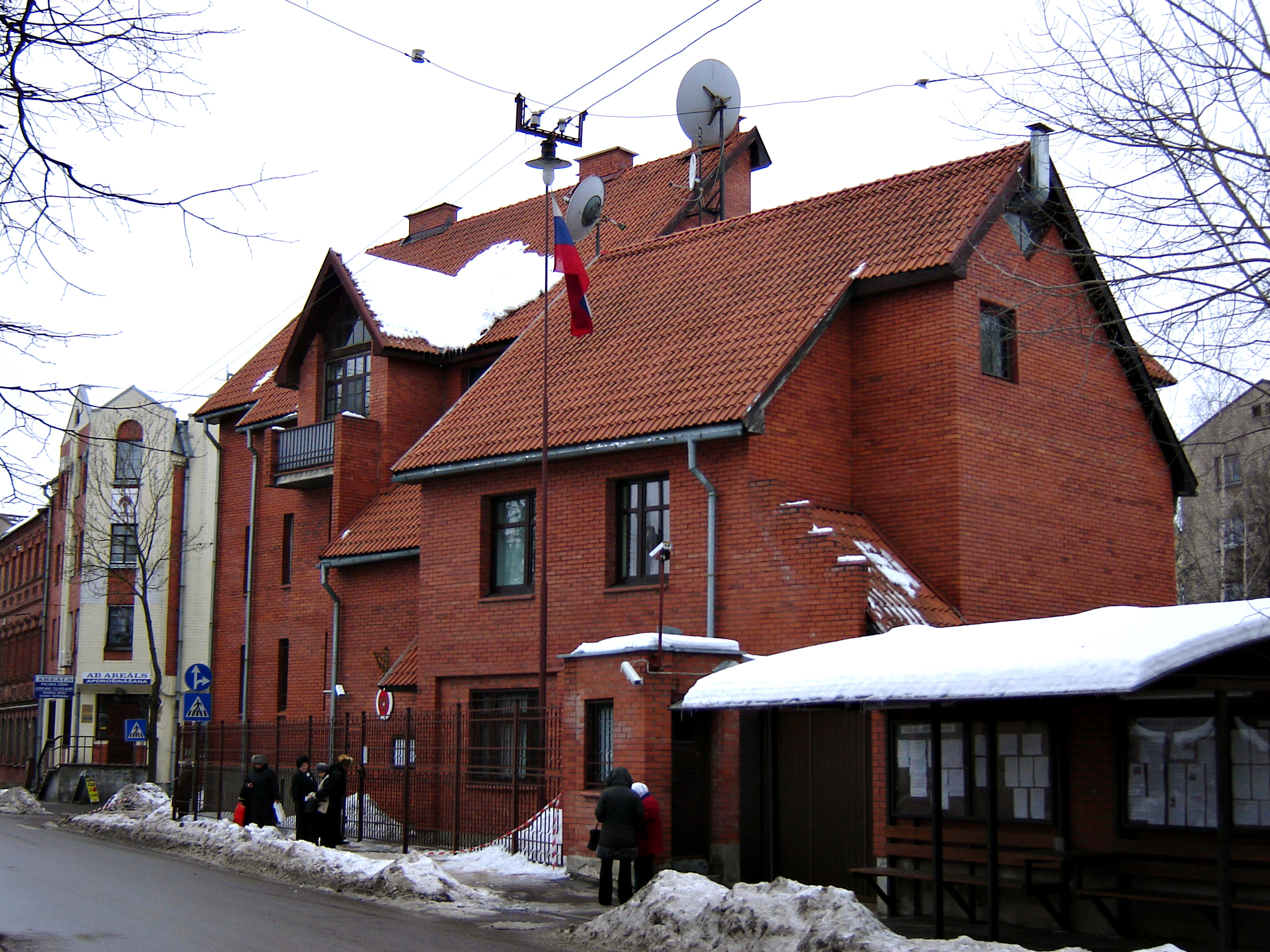
Генконсульство РФ в Даугавпилсе